# Myzocallis elliotti
Myzocallis elliotti är en insektsart som beskrevs av Boudreaux och Tissot 1962. Myzocallis elliotti ingår i släktet Myzocallis och familjen långrörsbladlöss. Inga underarter finns listade i Catalogue of Life.